# أريك فيشر
أريك فيشر (بالإنجليزية: Eric Fisher) (و. 1991  م) هو لاعب كرة قدم أمريكية، من الولايات المتحدة، ولد في روتشستر، يلعب كمهاجم اصطدامي ‏.

## التعليم
تعلم في Stoney Creek High School ‏.

## روابط خارجية
- أريك فيشر على موقع إي إس بي إن.كوم (أن.أف.أل)3
- أريك فيشر على موقع مرجع كرة القدم المحترفة.كوم (الإنجليزية)